# DomusVi
 (février 2022).
DomusVi est un groupe d'entreprises actif dans le domaine de la santé et de l'hébergement des personnes âgées. Il gère une chaîne d'Ehpad privés et de maisons de retraite. Il est le troisième groupe français d'Ehpad et le premier groupe non coté en bourse dans le secteur des maisons de retraite et Ehpad.
En France, DomusVi compte 260 établissements et plus de 21 000 lits, et est implanté dans neuf pays.
Fusions et acquisitions : Advita (Allemagne), Medeos (2021, France).

## Chronologie
- Fondation en 1983 par Yves Journel via sa société Sagesse Retraite Santé (SRS).
- 31 mai 2021 : Signature d'un important LBO avec le fonds britannique Intermediate Capital Group (en) (ICG), son partenaire financier historique. DomusVI est ainsi valorisé à 4,3 milliards d’euros, soit 16,4 fois l'EBITDA (bénéfice avant intérêts, impôts et amortissements) ajusté 2020[3].

## Gouvernance
- Fondateur : Yves Journel (en 1983)[4].
- PDG : Sylvain Rabuel (depuis octobre 2019)[2]
- Valorisation: 4,3 milliards d'euros[3].
- Actionnariat
  - SRS (Sagesse Retraite Santé) d'Yves Journel ;
  - Macif ;
  - Bpifrance ;
  - Arkea Capital Partenaire, fonds d'investissement de Crédit mutuel Arkéa ;
  - Mérieux Equity Partners de la holding familial de la famille Mérieux ;
  - Intermediate Capital Group (en) (ICG), fonds d'investissement basé à Londres ;
  - PAI Partners (anciennement Paribas Affaires Industrielles).

## Critiques et controverses
En mars 2022, Cash investigation dans l'épisode 4 de la saison 10, affirme que le groupe DomusVi (ainsi qu'Orpéa et Korian, d'autres groupes d'EHPAD) place le rendement du capital au dessus du bien-être des résidents et du bon fonctionnement de leurs établissements. Il affirme également que le groupe fait toujours primer son intérêt financier avant celui des propriétaires particuliers, ayant achetés auprès du groupe des chambres au sein de ses EHPAD.
Le groupe est l'un des sujets du film documentaire Hold up sur les vieux (2022).

## Fondateur
Yves Journel a créé DomusVI (DV) en 1983 et DV par le biais de sa société SSV. En juillet 2015 : DV France, Gimv, UI Gestion et les praticiens de la Clinique Arago à Paris regroupent leurs activités au sein de l’entité Almaviva Santé, cinquième groupe d'hospitalisation privée en 2021.